# Guglielmo II di Barres
Guglielmo II di Barres (1160 circa – Douy-la-Ramée, 23 febbraio 1234) è stato un grande cavaliere e crociato francese del XII e XIII secolo. Legato al servizio del re Filippo Augusto, ebbe un ruolo decisivo, secondo il cronista Guglielmo il Bretone, nella battaglia di Bouvines.

## La stirpe dei Barres

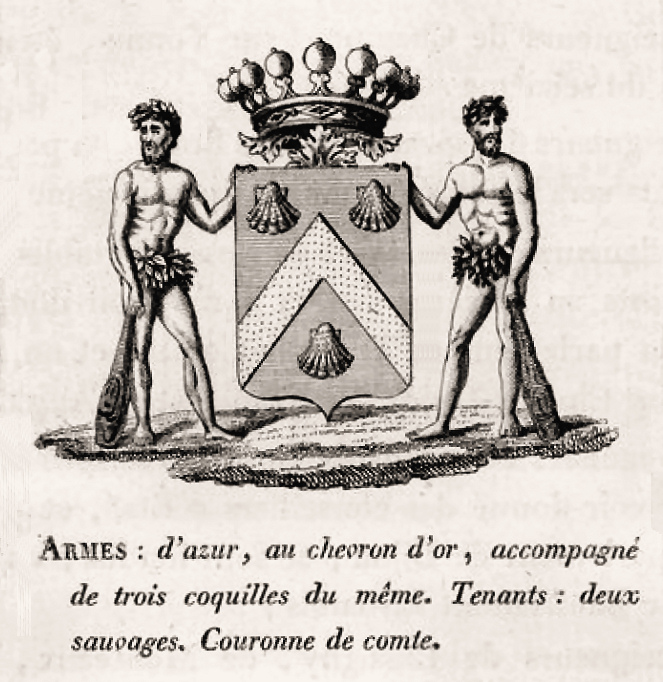
Armi dei conti di Barres, XVII secolo.

Guglielmo II di Barres fu un importante membro della dinastia di Barres, le cui origini risalgono ai primi secoli della cavalleria.
Secondo Étienne Pattou, il cognome Barres deve il suo nome al "muro" difensivo che circondava la riva destra di Parigi. Questo muro era costituito da diverse proprietà appartenenti alla nobiltà minore al servizio del re, che fungevano da barriera per i potenziali aggressori.

L'attuale stemma di Oissery, ispirato a un sigillo dei signori di Les.

Tra i membri di questa piccola nobiltà era presente la stirpe di Barres. Essa discende da un ceppo comune, originario dei confini della Brie e della Champagne, e comprende almeno otto rami distinti. Il ramo principale, quello dei signori di Oissery, diede i natali a Guglielmo II ed è durato fino alla fine del XIV secolo; altri rami, tra cui i conti di Barres, sono durati fino al XVII e XVIII secolo.

## Famiglia di "Guglielmo di Barres"

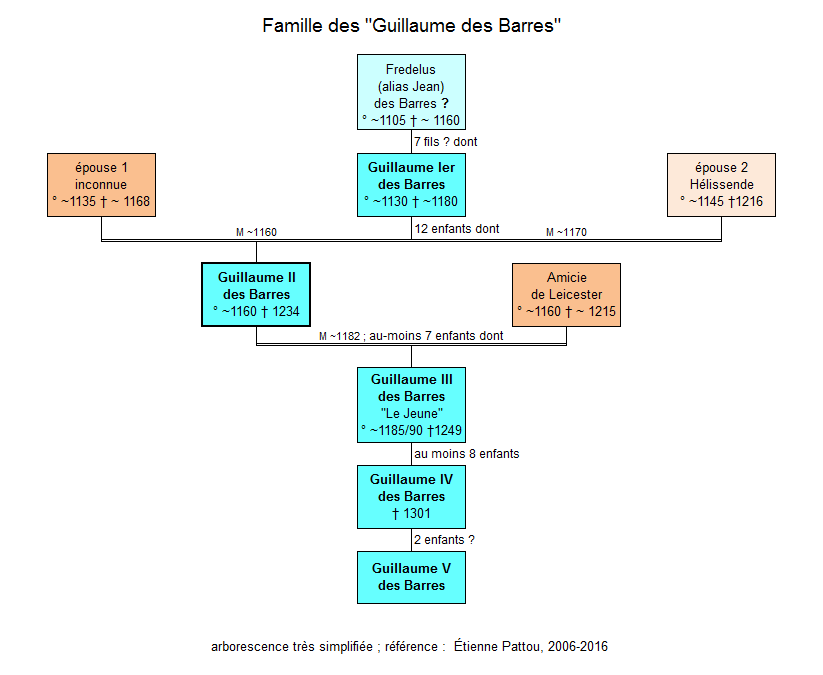
I cinque “Guglielmo di Barres”.

Per differenziare i vari membri della famiglia che portano il nome "Guglielmo di Barres", alcuni genealogisti - che non sempre concordano sulla numerazione - hanno attribuito loro un numero cronologico, fino a cinque per Étienne Pattou. Così, Guglielmo II è figlio di Guglielmo I e Guglielmo III sarà figlio di Guglielmo II. Nonostante questa distinzione, a volte è difficile distinguere tra i due nelle fonti documentarie.
Guglielmo I di Barres, sembra essere il quarto dei sette presunti figli di Fredelus (alias Jean), morto intorno al 1160, signore di Oissery a nord-ovest di Meaux, vicino a Dammartin, nell'antica regione di Multien. Guglielmo, nato intorno al 1130 e morto tra il 1177 e il 1180/82, fu signore di varie località intorno a Oissery, fino a Crouy-sur-Ourcq, nonché di La Ferté-Alais. Fu cavaliere del re Luigi VII il Giovane e partecipò alle crociate intorno al 1180. Due mogli successive gli diedero dodici figli, tra cui Guglielmo II.
Guglielmo II di Barres, nato intorno al 1160 e morto nel 1233, figlio della prima moglie (sconosciuta) di Guglielmo I, è il soggetto di questa pagina. Ebbe da sette a dieci figli, tra cui Guglielmo III.
Guglielmo III di Barres detto "il Giovane", cavaliere, fu conte di Chalon. Partecipò alla crociata contro gli Albigesi e in particolare alla battaglia di Muret nel 1213. Crociato, morì a Cipro nel 1249. Generò almeno otto figli, tra cui Guglielmo IV.

## Biografia

### Genealogia
Guglielmo (1160 circa-† 22-23 marzo 1233) nacque da Guglielmo I e da madre sconosciuta. Suo padre servì il re Luigi VII il Giovane. Uno dei più famosi della famiglia Barres fu suo zio (o suo fratello), Evrard des Barres, Gran maestro dei Templari dal 1147 al 1151.
Intorno al 1182-1188 prese in moglie la vedova di Simone de Montfort (1117-1181), Amicia di Leicester (?-1215/1222 (?)). Divenne così suocero di Simone IV di Montfort, che guidò la crociata contro gli Albigesi all'inizio del XIII secolo. Da questo matrimonio nacquero dai sette ai dieci figli, tra cui Guglielmo III detto "il Giovane", che partecipò alla battaglia di Muret, durante la crociata contro gli Albigesi.

### Titoli e armi

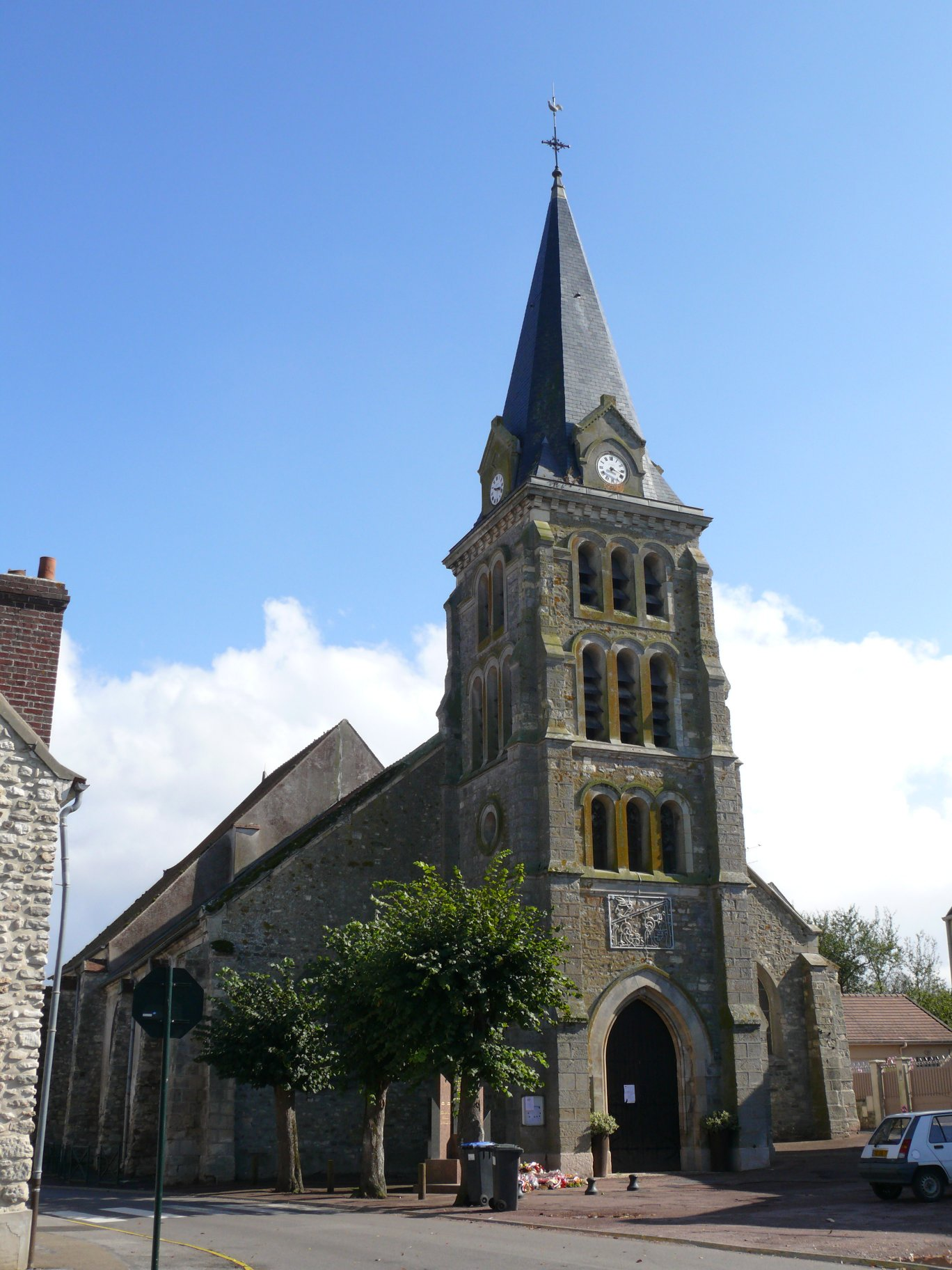
La chiesa (XII secolo) di Oissery, signoria della famiglia dei "Guglielmo di Barres"

Guglielmo II di Barres era un membro della famiglia di signori di Oissery (Seine-et-Marne), nell'antica regione di Multien.

#### Titoli
Fu cavaliere e signore di Oissery nel 1179. Fu anche signore di Forfry, Saint-Pathus, Marchemoret, Silly, Ognes, Gondreville, Les Bordes (?), La Ferté-Alais, Courdimanche etc. Per Saint-Pathus, era vassallo del conte di Champagne, al quale doveva tre quattro mesi di guardia (intorno all'anno 1200); in seguito, lui o suo figlio fu indicato intorno al 1250 come vassallo di Tebaldo di Navarra per i feudi di Saint-Pathus, Marchemoret e Silly. Fu anche conte titolare di Rochefort. Alcuni autori gli attribuiscono il titolo di conte di Chalon; egli era solo l'amministratore temporaneo, mentre il conte titolare era suo figlio Guglielmo III. Sembra anche che sia stato gran siniscalco del re Filippo II Augusto, affermazione già messa in discussione da Léopold Delisle nel 1866, in quanto Filippo Augusto abolì la carica nel 1191.

#### Armi
Il suo stemma è quello della famiglia Barres, signori di Oissery: "Stemma diamantato d'oro e bocca"; quest'ultimo è raffigurato sulla miniatura del rotolo mortuario di Guglielmo (vedi sotto).
Ci sono tre sigilli che possono eventualmente essergli assegnati:
- il primo, datato 1177, potrebbe appartenere a suo padre, Guglielmo I, o a lui stesso;
- il secondo è un sigillo a nome di Guillaume des Barres, allegato a un atto del 1200 per difetto e conservato negli Archivi Nazionali francesi[12].  più probabile che sia attribuito al figlio Guglielmo III;
- il terzo, attribuito a lui da Grésy[13], è datato da esso al 1222. Potrebbe appartenere a lui ed è descritta di seguito.

Questo terzo sigillo risulta oggi molto deteriorato. L'impronta, in cera verde con doppio cordone di seta rossa, raffigura un castello con tre torri merlate, affiancato da due fleurs-de-lis. La sua legenda latina recita: "+S[IGI]LLY[MWIL] LELM[I DE BARRI]S". Il controsigillo reca lo scudo a losanga dei Barres d’Oissery con la legenda “+S'WILLELM DE BARRIS”.

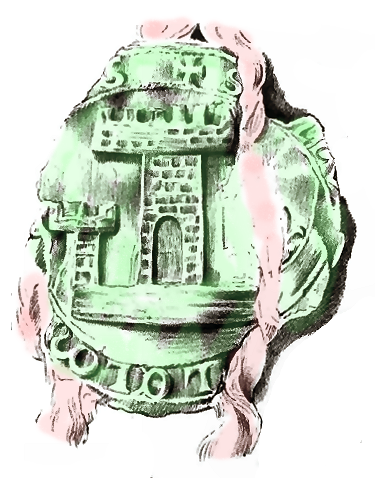
Impressione del presunto sigillo di Guglielmo datato 1222.
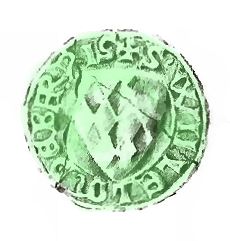
Il suo controsigillo con le armi dei Barres d'Oissery.

### Il cavaliere
Fu uno dei più grandi capitani legati al giovane re Filippo Augusto (1165-1223) e uno dei capi della sua cavalleria leggera; lo accompagnò in tutte le sue spedizioni. Uomo di alta statura, secondo Guglielmo il Bretone, si affermò rapidamente come cavaliere con tutte le qualità richieste cantate dai trovatori: «Si guadagnò una tale reputazione di coraggio e di lealtà che i cronisti e gli storici del suo tempo lo soprannominarono il più coraggioso dei coraggiosi, l'Achille dei suo tempi».
Nel 1186 fece la sua prima apparizione all'assedio di Châtillon; fu il primo a scalare le mura, mettendo in fuga gli assediati terrorizzati, che presto si ritirarono nella cittadella.
Nel 1187, vicino a Mantes, sulla collina di Pongeboeuf, durante una battaglia contro Riccardo Cuor di Leone, allora conte d'Angiò, riuscì ad abbattere due grandi signori, Guglielmo d'Aubigny poi Randolfo di Chichester, prima che Riccardo «conficcasse la sua spada fino all'elsa nel fianco del cavallo del suo nemico».
L'11 agosto 1188, durante l'assedio di Châteauroux, il conte Riccardo catturò il cavaliere francese. Fatto prigioniero sulla parola, Guglielmo fuggì comunque, violando le regole della cavalleria agli occhi dei suoi nemici.
Nel 1191, Guglielmo di Barres seguì il re di Francia nella terza crociata. Anche Riccardo Cuor di Leone, divenuto re d'Inghilterra nel 1189, era un crociato. I due uomini si riscontrarono a Messina. Durante una giostra, Riccardo fu quasi gettato a terra dal suo ex nemico, Guglielmo. La sua rabbia fu tale che chiese al re di Francia di intervenire contro il suo avversario.
Durante la crociata, e dopo la partenza di Filippo Augusto, Guglielmo di Barres rimase in Terra santa con il distaccamento francese al servizio di re Riccardo. Il suo valore di guerriero durante la campagna, in particolare nella battaglia di Arsuf, portò a una riconciliazione tra i due uomini.
Nel 1197, Filippo Augusto si recò ai confini del suo regno, nel Vexin normanno, con una piccola truppa. Sorpreso dalle truppe di Giovanni, futuro re d'Inghilterra, si rifugiò a Gisors, ma Guglielmo, che accompagnava il re, fu preso dall'avversario e presentato a Giovanni come re Filippo; scoperto l'equivoco delle sue truppe, Giovanni lo avrebbe rilasciato senza riscatto.
A partire dal 1200, accompagnò il re Filippo nel suo tentativo di sgominare l'impero plantageneto allora nelle mani di Giovanni Senzaterra. In particolare, partecipò all'assedio del castello di Gaillard a Andelys.
Nel 1203, Filippo Augusto riunì il conte di Boulogne Rinaldo e Guglielmo di Barres alla testa di un nutrito corpo di truppe francesi e di uomini di strada e li inviò a Pontorson (Manica), vicino a Mont-Saint-Michel così come a Mortagne (Orne), «dove ebbero la gloria di partecipare alla conquista della Normandia».
Nel 1204 fu incaricato da Filippo Augusto di guidare un esercito. L'esercito era composto dai 400 cavalieri di Guido di Thouars e da un numero imprecisato di mercenari agli ordini di Lupicaire, che si era recentemente schierato per la causa del re di Francia. Egli incaricò questo esercito di controllare la zona di Mortain, al confine tra Normandia e Bretagna.

### Bouvines

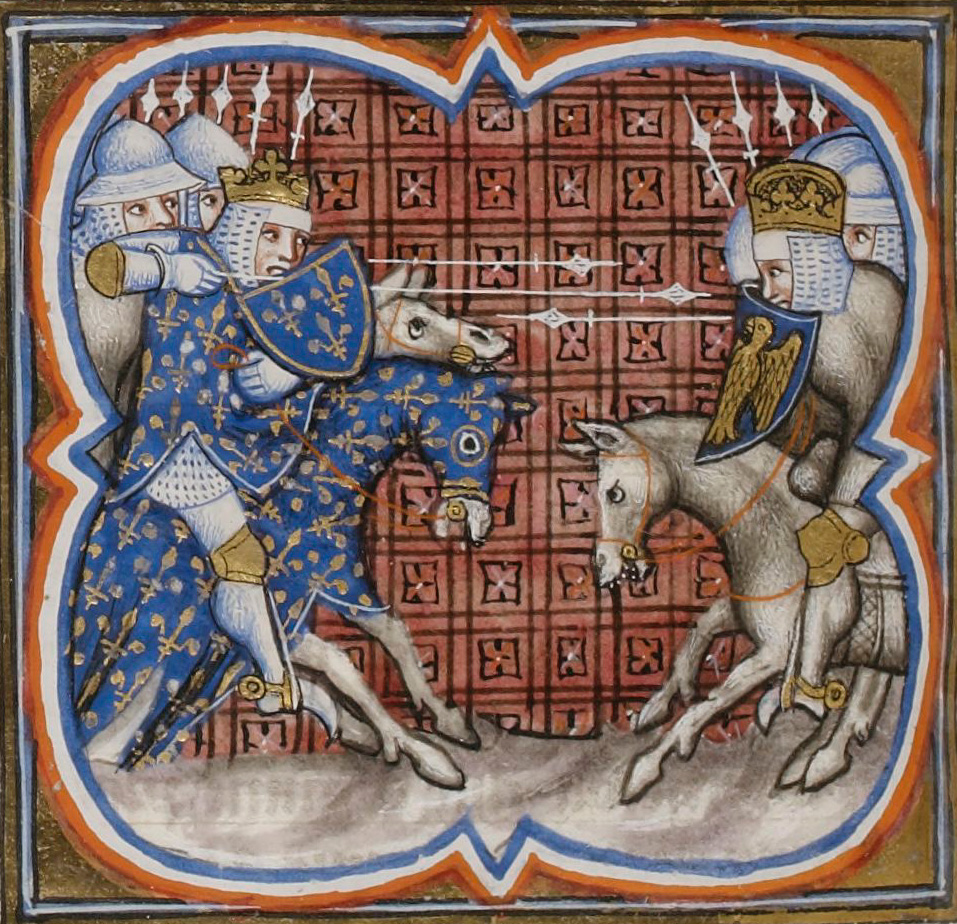
Battaglia di Bouvines.

La battaglia di Bouvines ebbe luogo il 27 luglio 1214. I belligeranti erano il regno di Francia di Filippo II Augusto, il Sacro Romano Impero di Ottone IV, il regno d'Inghilterra guidato dal conte di Salisbury Guglielmo, fratello naturale di Giovanni Senza Terra, e la contea delle Fiandre di Ferdinando.
L'esercito reale combatté tre battaglie, quella centrale fu condotta da Filippo Augusto e dai suoi principali cavalieri, tra cui Guglielmo II di Barres. Durante lo scontro, descritto nell'undicesimo capitolo de La Philippide dal cronista Guglielmo il Bretone, le gesta di Guglielmo di Barres vengono citate più volte:
- in un furioso corpo a corpo, Filippo Augusto fu gettato a terra; dovette la sua salvezza solo all'intervento di Guglielmo che, con i suoi compagni cavalieri, si frappose tra il re e i suoi nemici, tra cui Ottone[25];
- continuando il suo intervento, Barre «si scatenò contro di loro» e inseguì Ottone. Lo raggiunse e lo disarmò, ferendo mortalmente il suo destriero, ma uno dei suoi cavalieri intervenne e Ottone fuggì[25];
- circondato da una moltitudine di nemici, il cavallo di Guglielmo fu abbattuto ed egli si ritrovò a terra, dovendo la sua salvezza solo «all'arrivo di Tommaso di Saint-Valery seguito da duemila fanti. Il cavaliere di Barres salì immediatamente su un cavallo e lo spinse in avanti [...]»[25].

La chiesa San Pietro di Bouvines è oggi decorata con ventuno vetrate moderne, ciascuna delle quali illustra un momento della battaglia. Sono illustrate le prodezze d'armi di Guglielmo descritte in precedenza.

Fatti d'armi di Guglielmo di Barres
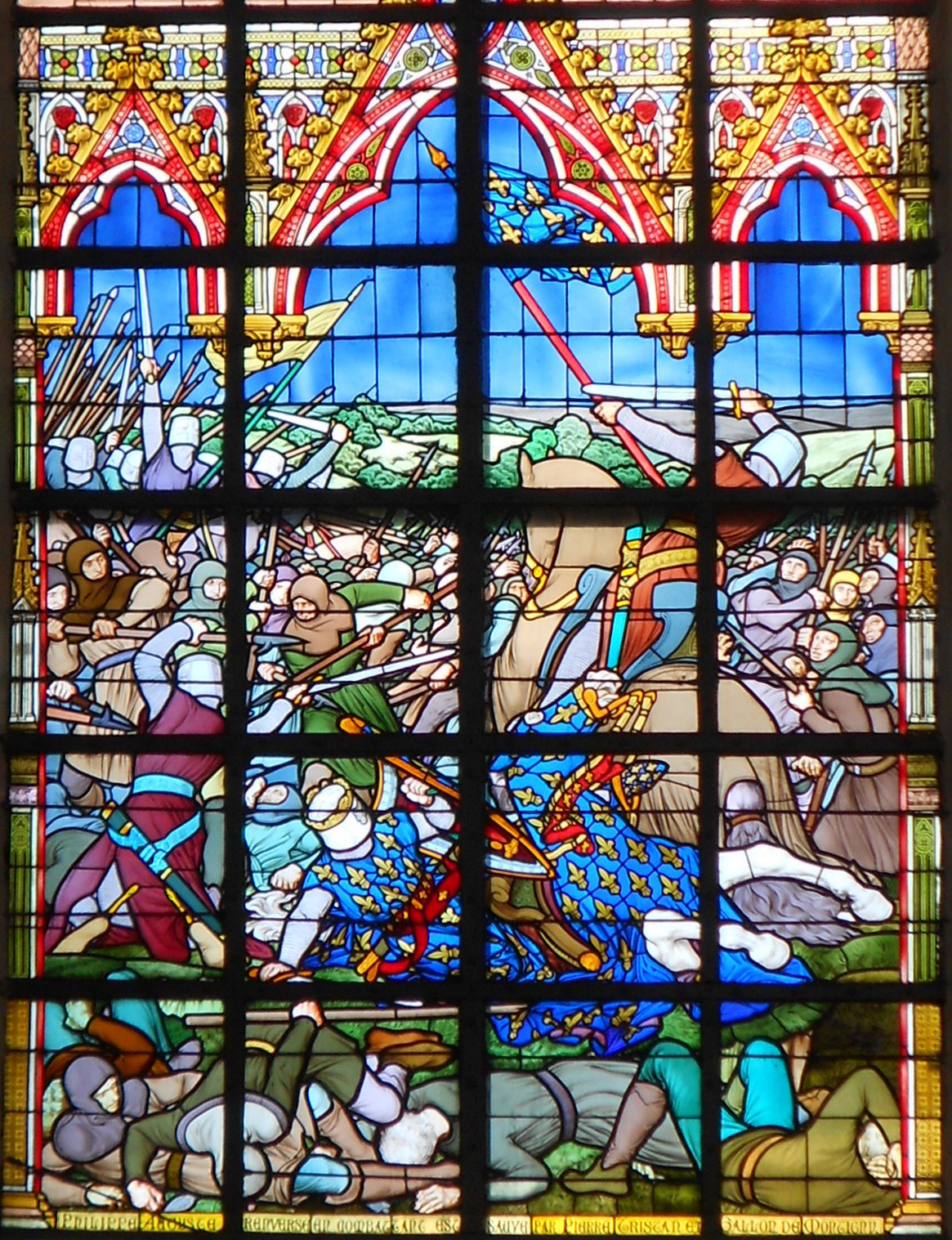
Filippo Augusto fu salvato dai cavalieri e Guglielmo di Barres respinse il nemico
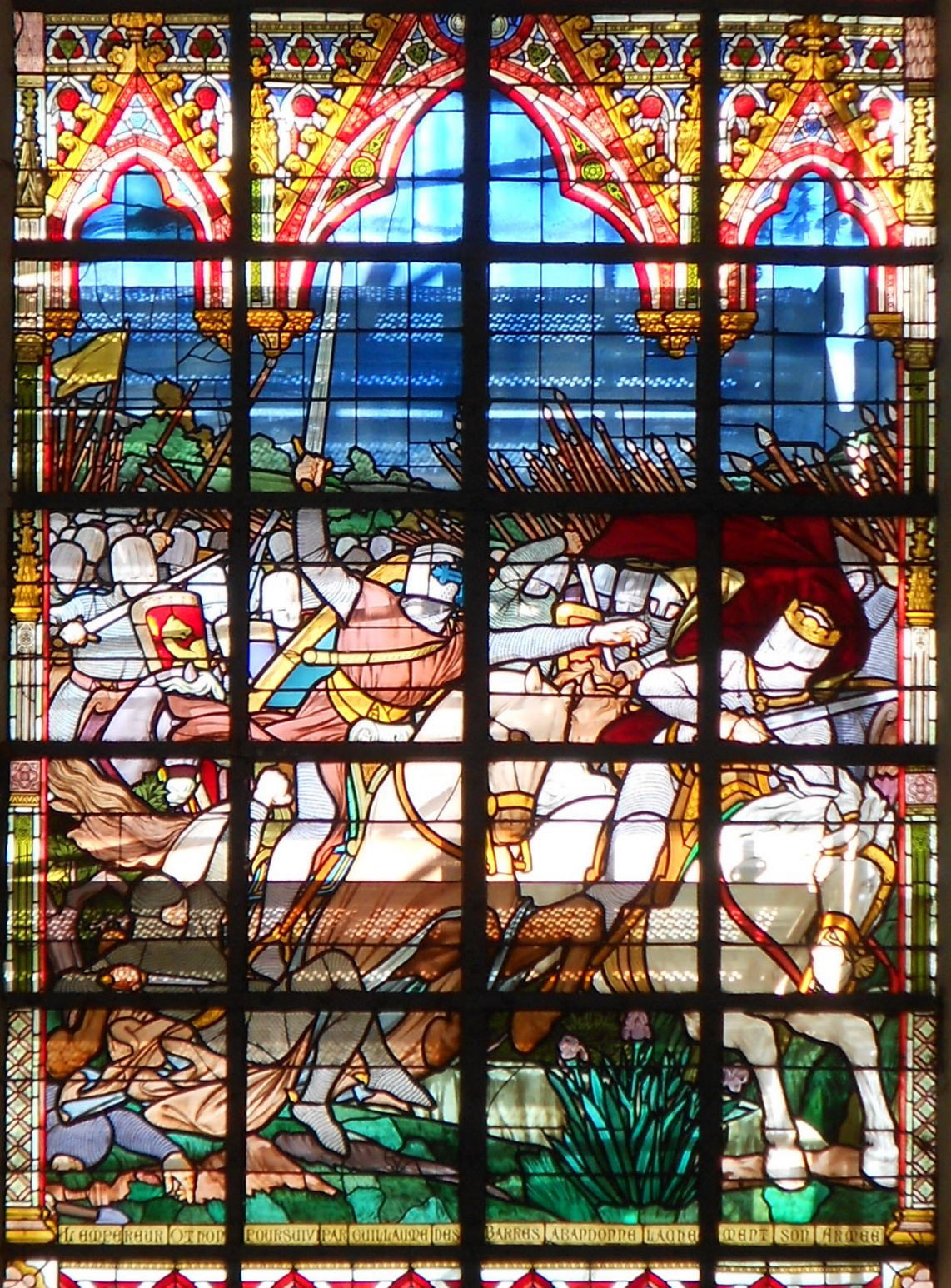
L'imperatore Ottone fugge, inseguito da Guglielmo di Barres
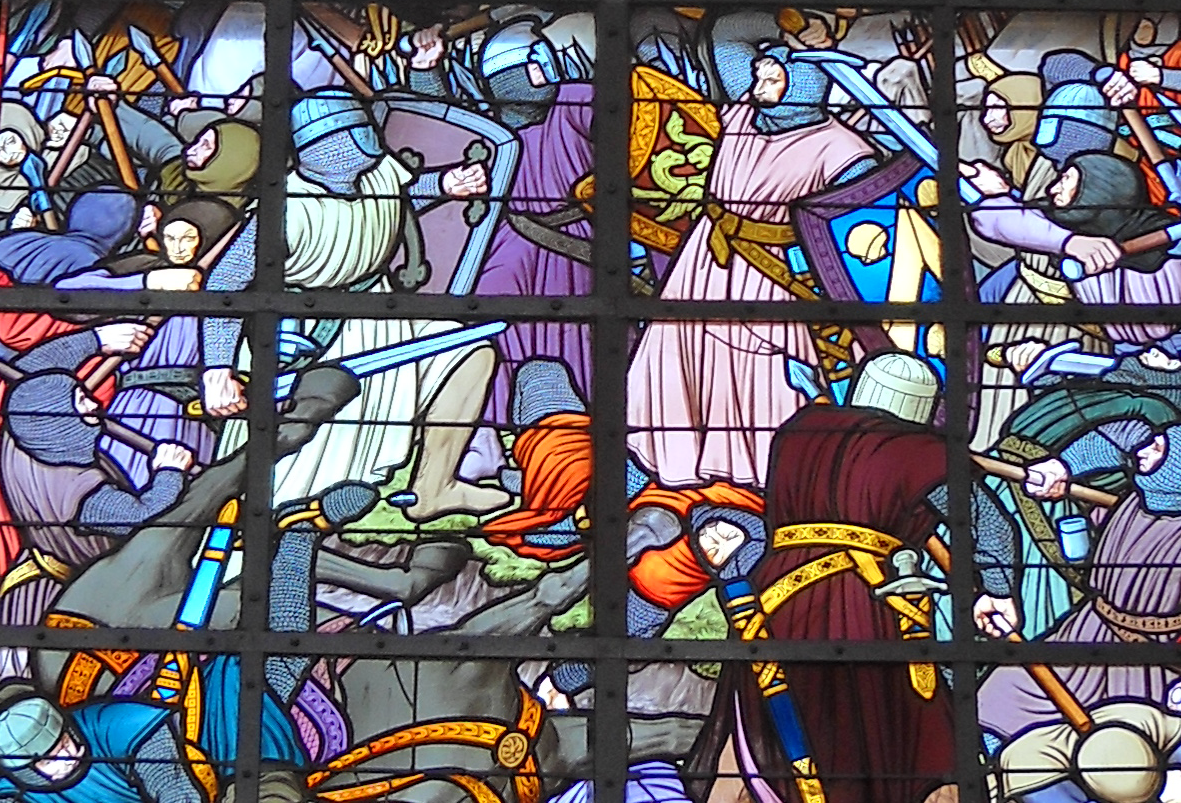
Tommaso di Saint Valery viene in soccorso di Guglielmo di Barres

Qualche tempo dopo la battaglia, in settembre, a Chinon, Filippo Augusto firmò una tregua con Giovanni Senza Terra. Questo atto fu firmato da vari signori, tra cui Guglielmo.

### Gli ultimi anni
Alla morte di Filippo Augusto, nel 1223, il figlio e successore Luigi VIII ricompensò il «vecchio» Guglielmo per i servizi resi al padre, per il quale era membro del suo consiglio privato. Gli concesse una pensione di lire parisis sulle sue prevosture di Parigi e Crépy-en-Valois. Gli concesse inoltre «diritti di pesca nelle sue peschiere di Antilly e diritti di caccia nella foresta di Retz».
È in questi anni, dopo la sua vedovanza, probabilmente intorno al 1225, che si ritirò nel priorato di Fontaines-les-Nonnes, appartenente all'ordine di Fontevraud, e situato a Douy-la-Ramée, nelle immediate vicinanze di Oissery.
Aveva un legame speciale e affettivo con questo priorato. Insieme ad altri membri della sua famiglia, fece numerose donazioni nel 1182, 1194, 1213 e 1214. Nel 1212, la priora di Fontaines era Matilde (?) di Barres, e le figlie di Guglielmo, Alipe e Amicia, vi furono professe, e Alipe divenne anche priora.
Guglielmo morì lì, vicino alle sue due figlie, il 23 febbraio 1234, all'età di circa 74 anni. Ciò è confermato da una rotolo mortuario recante il suo nome, sopravvissuta fino alla fine del XIX secolo.

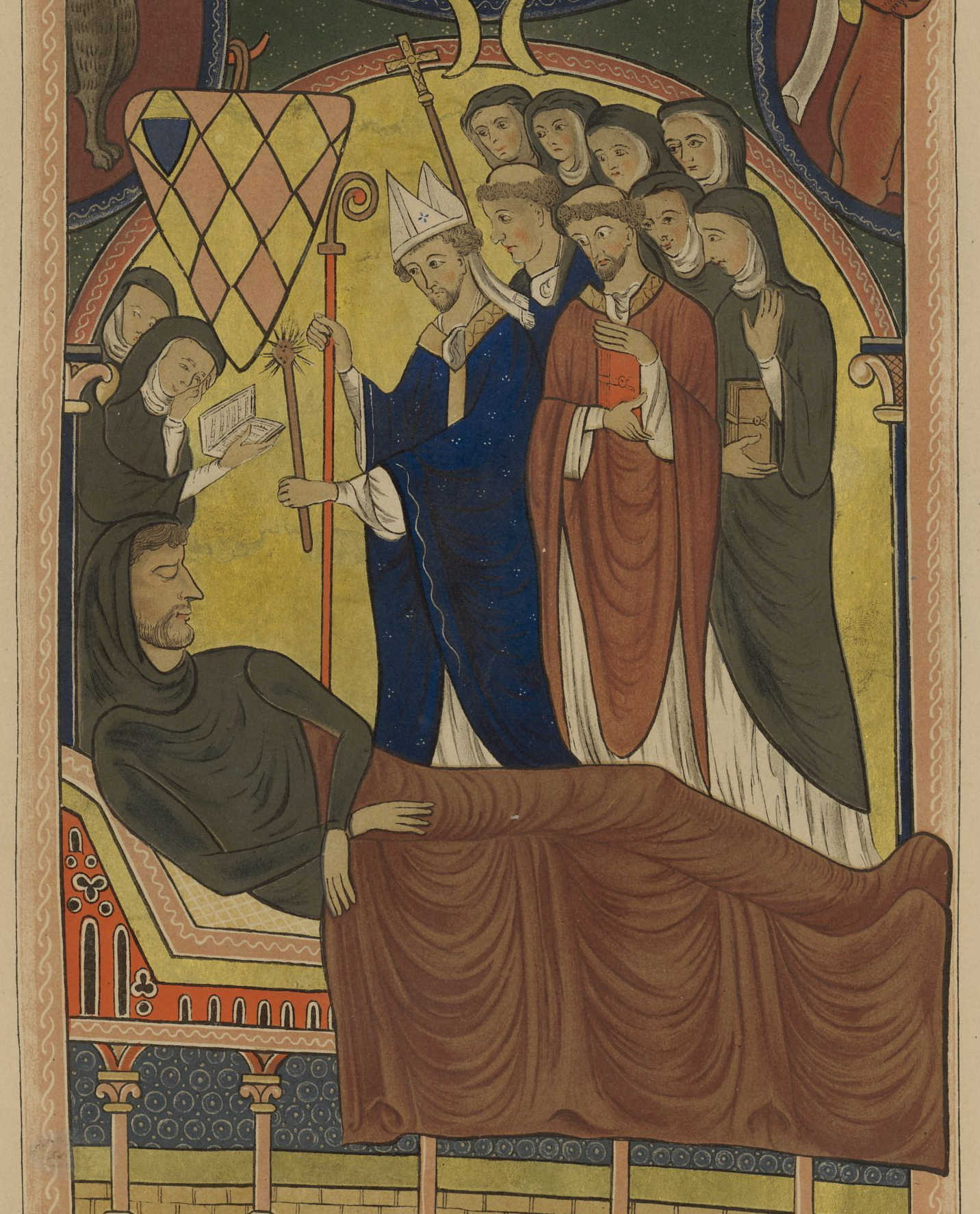
Guglielmo sul letto di morte (particolare).

In testa a questo cartiglio, «vediamo una miniatura che raffigura Guglielmo disteso su un letto e il vescovo di Meaux, allora Pietro III di Cuisy, seguito dall'intera comunità di Fontaines, che viene a gettare acqua santa sul corpo del defunto». A sinistra del quadro, al capezzale di Guglielmo, ci sono due monache, che si suppone siano le sue due figlie; più in alto, lo stemma di Guglielmo è in evidenza.
Dopo la miniatura viene l'enciclica e infine i titoli funerari delle comunità ecclesiastiche che hanno accolto il rotolo. Si tratta di 216 comunità, alcune delle quali hanno lasciato un interessante commento su Guglielmo. In questa sezione si trova anche il disegno a penna e inchiostro che raffigura Guglielmo in costume di guerra (vedi sopra). Questo disegno originale è arricchito da alcuni colori sull'asta della lancia (vermiglio) e sui zigomi.

Alla fine del suo lavoro su Guglielmo di Barres, M. Gresy parla della sua sepoltura. I resti mortali di Guglielmo furono sepolti nel coro della chiesa di Sainte-Marie, nella proprietà del priorato. La statua del defunto giaceva sulla tomba. Durante una ristrutturazione della chiesa nel 1788, la bara di piombo fu spostata e la lapide fu successivamente utilizzata come segnavia sulla strada che portava al mulino di Fontaines. Da allora, ha trovato una nuova collocazione nella piccola cappella di Saint-Jean, grazie al nuovo proprietario della tenuta, tra il 1885 e il 1890.

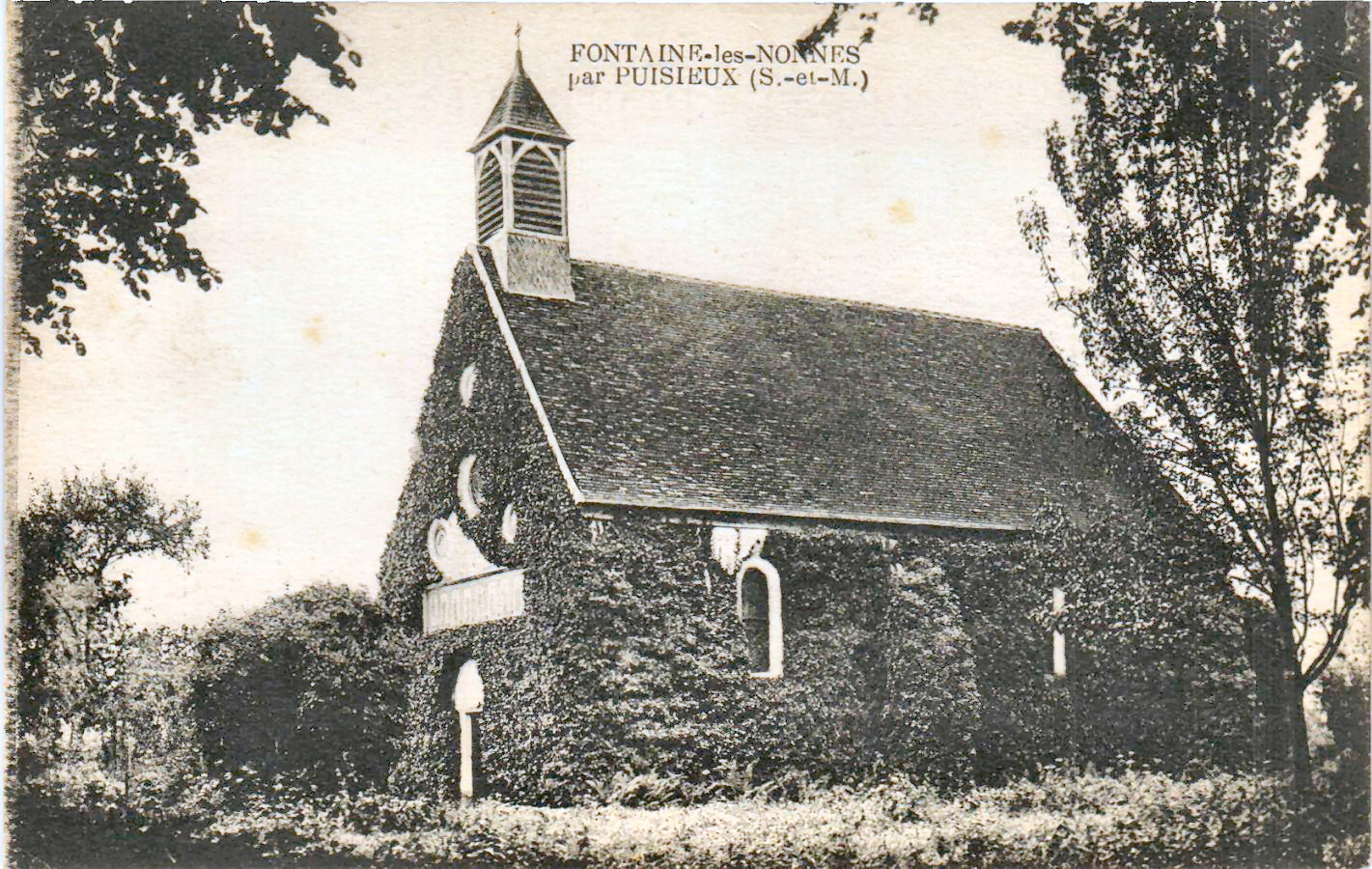
La cappella di Fontaine-les-Nonnes (1).
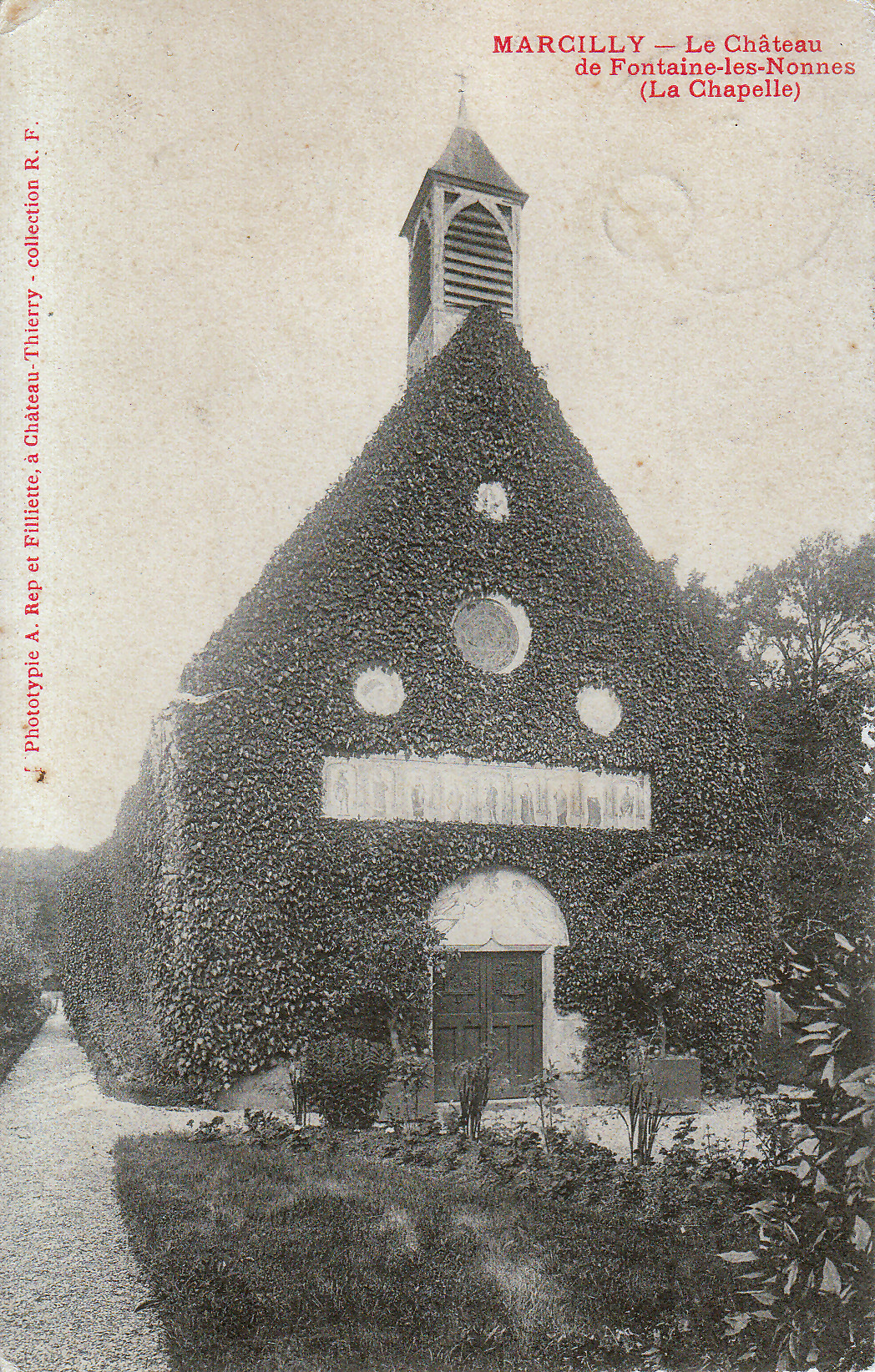
La cappella di Fontaine-les-Nonnes (2).
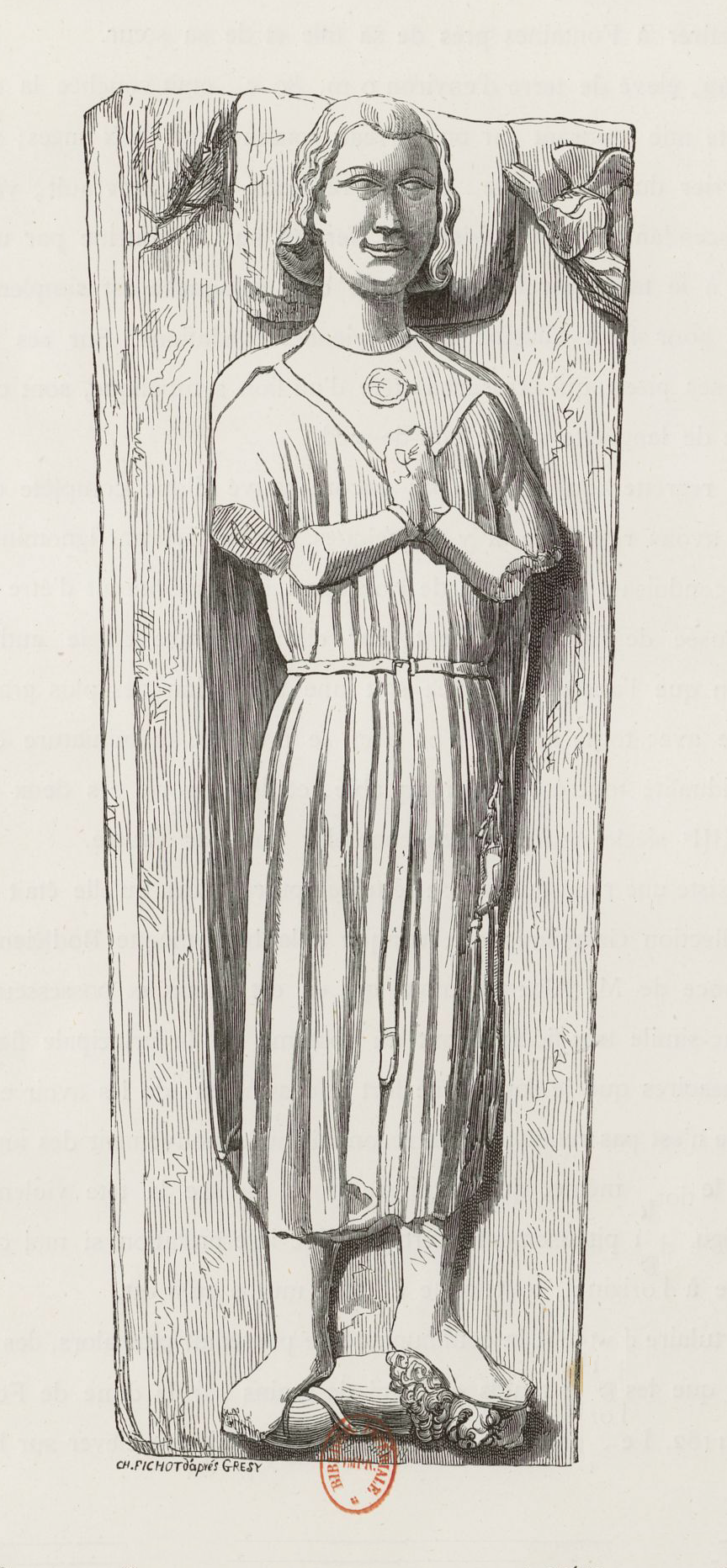
Incisione (1865) del gisant di Guglielmo.
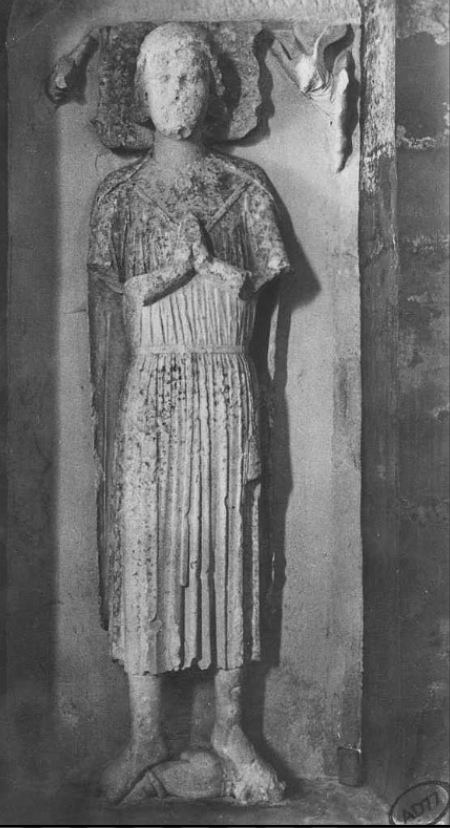
Gisant di Guglielmo risalente al XIII secolo.